# Quake 4
Quake 4 je počítačová hra žánru first-person shooter. Vytvořilo ji studio Raven Software, které při vývoji spolupracovalo s id Software, vývojářem předešlých her série. Hra byla vydána v roce 2005, běží na enginu ID Tech 4. V roce 2006 byl pro hru vydán i český dabing, společně s českou lokalizací.

## Příběh
Hra je rozdělena do pěti části, nazývané "Akty" (anglicky "Acts"). Děj se odehrává na mateřské planetě Stroggů, zvané Stroggos.

### Akt 1. – Bunkr Protivzdušné Obrany (Air Defense Bunker)
Děj se odehrává bezprostředně po událostech hry Quake 2. Druhý masový útok na Stroggos začíná rychlou akcí. Jednotka Rhino je informována, že samotný voják zabil Makrona, vůdce Stroggů, a zničil planetární obranný systém, což znamená nový typ boje. Boj přímo na povrchu planety. Záhy jsou ale při přesunu na Stroggos sestřeleni raketou a jejich letoun havaruje u vstupu do protiletadlového bunkru. Hlavní postava se jmenuje Matthew Kane. Po ztroskotání se vzbudí z bezvědomí v havarovaném letounu. U vstupu do leteckého bunkru potká Andersona, medika jednotky Rhino. Pokračuje dále do bunkru, kde se setká s jednotkou Badger. Jeden jejich voják je ale zraněný, proto se vrací zpátky pro medika. Najde ho, odvede ke zraněnému a Pokračuje dále. Dalším úkolem je setkat se s jeho jednotkou Rhino. Po setkání se s velitelem jednotky Rhino se dozvídá, že je třeba zničit protiletadlové dělo. K tomu je třeba ovšem nejdříve vyřadit z provozu hangáry, které vypouští letky a zničení děla značně komplikují. V hangáru je čeká několik přistávacích ploch pro stroggské letouny. Po zničení a vyčištění hangárů se Mattew Kane vrací k protiletadlovému dělu, kde se setká s dalšími členy jednotky, kteří mají v plánu dělo zničit. Poté, co je dělo zničeno, vydá se Matthew Kane vyčistit místo přistání pro loď USS Hannibal, která slouží jednotkám v okolí jako mobilní základna. Na lodi proběhne briefing, na kterém se jednotka dozví instrukce ohledně nové mise.

### Akt 2. – Operace: Převaha (Operation: Advantage)
Po briefingu se jednotka Rhino dozvídá, že je potřeba zničit Tetranode. Soubor komunikačních zařízení, které stroggové používají ke komunikaci s vojáky na bojišti. Na pomoc jednotka dostane několik transportérů s EMP bombami, díky nimž má komunikaci vyřadit z provozu. Cestu k budově Tetranodu ale chrání silová pole, která je potřeba vypnout. Před útokem na Tetranod se Mattew Kane vydá do útrob Obranné stanice, kde vypne hlavní generátor silových polí. Zbytek jednotky se vydal napřed, a je na Kaneovi, aby se s nimi setkal na místě určení. Naštěstí mu před vchodem nechali tank, díky kterému se k Tetranodu dostane. Cesta ovšem vede přes staré akvadukty, kde na ho čeká spousta nepřátel. Po příjezdu k Tetranodu na něj již u vchodu čeká pouze jeden transportér. Dozví se, že ostatní byly cestou zničeny. Matthew Kane za doprovodu několika členů ze své jednotky se vydá do Tetranodu. Transportér je odkázán na zabezpečené tunely, tudíž je potřeba stále nacházet ovládací panely, aby bylo možné otevřít dveře. Když je jednotka na místě, a chystá se aktivovat EMP bombu, rozrazí stěnu jeden z nepřátelský harvester (biomechanický čtyřnohý pavouk), který zničí transportér i s EMP bombou, a zabije velitele jednotky Rhino, Bidwella. Kane je poslán vypnout chlazení Tetranodu, což by znamenalo jeho zničení. Cestou potká technika z jeho jednotky, Strausse, který ho doprovodí k ovládání chlazení. Když po chvíli Kane dorazí k terminálu pro deaktivaci chlazení, přepadne ho Makron, vůdce Stroggů. S tím Matthew Kane vede souboj, který ovšem prohraje. V je bezvědomí převezen do lékařského zařízení.

### Akt 3. – Lékařské zařízení Stroggů (Strogg Medical Facilities)
Kane se vzbudí připoután k pojízdnému lůžku, a zjišťuje, že stejně jako ostatní zajatci bude předělán na Strogga. Při zákroku je plně při vědomí, jsou mu uříznuty nohy, následně vyměněny za mechanické, do mozku implantován čip, díky němuž ho budou moci Stroggové ovládat. Když je ale v poslední fázi, kdy má být čip aktivován, do místnosti vtrhne několik kolegů z jednotky, a je vysvobozen. Nyní je z Matthewa napůl člověk a napůl Strogg. Dostane příkaz okamžitě se evakuovat z planety kvůli jeho zdravotnímu stavu.Záchranné plavidlo je před zraky jednotky sestřeleno, a tak nezbývá nic jiného, než se vydat skrz celé zařízení sám. Po probojování se z lékařského zařízení je rozkázán úplný ústup všem jednotkám. Kane se tak musí od lékařského zařízení dopravit za pomocí Walkeru k zařízení pro zpracování odpadu. Po projití konstrukční zónou a probojování se skrz odpadním zařízením, a zařízením na výrobu Stroyentu, se ocitá u vstupní brány komplexu, kde na něj čeká odvoz.

### Akt 4. - Operace: Poslední Naděje (Operation: Last Hope)
Na palubě Hannibala, kde se Kane setkává s předsudky kvůli jeho stroggskému vzhledu, proběhne druhý briefing, kde jsou vysvětleny detaily další akce. Je třeba zničit Nexus, centrální komunikační systém Stroggů. K tomu je ale třeba dostat pod kontrolu tři podpůrné věž, které Nexus zásobují daty. Záhy je loď pod útokem, a nezbývá než se evakuovat za pomoci únikových modulů. Po krátkém letu a ztroskotání v jedné z věží se Kane probojuje na vrchol, zaktivuje komunikační paprsek, a přesouvá se stroggským tramvajovým systémem k další věži. Část cesty jede, část prochází staveništěm. Během putování naráží na kolegy ze své jednotky, kteří mu pomáhají. Po zaktivování všech paprsků se otevře teleportační systém do Nexusu. Záhy zjišťují, že teleport nepřesouvá lidi, ale jen Stroggy. Jelikož je Kane napůl Strogg, vyráží se Nexus zničit sám.

### Akt 5. – Jádro Nexusu (Nexus Core)
Kane se nachází v budově Nexusu, jenž je ale důkladně chráněn Stroggy. Po probojování se skrz budovy jádra, se dostane do obří místnosti, kde na něj opět čeká Makron. Kane dlouhý souboj s Makronem vyhrává a nyní je načase zničit jádro. Jádro je tvořeno obřím organickým mozkem, jenž zpracovává myšlenky milionů Stroggů na planetě, a koordinuje jejich útoky. Jádro je chráněno štíty, které Kane vyřadí z provozu, a Jádro zničí. Po jeho zničení je mu skrz vysílačku posláno několik vzkazů od šťastných kolegů, a záhy je odvezen zpět na Hannibal, který se nachází na oběžné dráze Stroggosu. Kaneovi se dostane pochval a gratulací, ale záhy je informován Generálem Harperem, že na něho čekají nové rozkazy. Po tomto oznámení je vidět Kaneova kamenná tvář společně se smíchem Makrona v pozadí. Tímto momentem hra končí, začínají titulky.

## Zbraně
Fakt, že se děj hry odehrává v budoucnosti, ovlivnil design zbraní ve hře. Většina z nich má futuristický design. Některé z nich se ale podobají současným zbraním. Některé z nich je možné během pozdější fáze hry modifikovat. Jsou to například větší zásobníky, zaměřovače, automatické navádění střel atd. Modifikovat je mohou kolegové z jednotky.
Blaster
Malá zbraň ve tvaru pistole, s neomezeným počtem střeliva a svítilnou. Čím déle je drženo tlačítko palby, tím silnější bude vystřelený výboj plasmy. Slouží k eliminaci základních nepřátel ve hře. V pozdější fázi hry nemá prakticky žádné využití.
Samopal
Krom základního automatického režimu má alternativní odstřelovací režim a svítilnu. Do zásobníku se vejde 40, ale později 80 nábojů. Celkem je možné unést až 300 nábojů. Při střelbě pomocí zaměřovače samopal střílí po jednom náboji. Samopal je ve hře využíván téměř neustále, a to díky jeho svítilně, kterou jiné zbraně (vyjma Blasteru) nemají.
Brokovnice
Dobrá zbraň na zabíjení silných nepřátel na krátkou vzdálenost, později je vybavena zásobníkem, který umožní rychleji přebíjet.
Granátomet
Vystřeluje granáty, které po několika sekundách, nebo po kontaktu s nepřítelem vybuchnou.
Hyperblaster
Univerzální zbraň na střední vzdálenost, podobná Plasma Gunu z Q3A. Po vylepšení se vystřelená plasma odráží od zdí.
Nailgun
Silná automatická zbraň vhodná především na střední a větší nestvůry. V zásobníku je 50 hřebů, později je zbraň vylepšena o sekundární zásobník, takže pojme 100 hřebů, ale přebíjí se 2× déle. Časem také získá optiku s automatickým naváděním střel na nepřítele.
Raketomet
Je vhodný na ničení velkých nestvůr. Později hráč získá navádění střel, při kterém rakety letí na místo, na které hráč míří stiskem pravého tlačítka myši, což se hodí zejména na létající nepřátele.
Railgun
Energetická zbraň vhodná k odstřelování. Pozdější verze zvýší výkon na 300 %. Kapacita zásobníku je omezena na 3 výstřely. Zbraň je bez použití zaměřovače dost nepřesná. Střelivo se ve hře vyskytuje zřídka, takže se nedoporučuje jím plýtvat na slabé nepřátele.
Lightning Gun
Elektrická zbraň, využívaná hlavně na dlouhé souboje, protože nevyžaduje přebití. Později je obohacena o "řetězové střely", které při kontaktu s okolními nepřáteli v blízkosti cíle zasáhnou i je, tudíž je vhodné tuto zbraň používat na skupiny nepřátel.
Dark Matter Gun
Nejúčinnější zbraň podobná BFG z Doomu. Vrhá na nepřítele miniaturní černé díry, které vcucnou nepřátele, ale po každém výstřelu se musí 5 sekund počkat na další výstřel. Pojme až 25 nábojů. Střelivo se ve hře nachází jen zřídka, tudíž je vhodné zbraň používat jen při bossfightech.
Plamenomet
Tato zbraň je dostupná v multiplayeru. Je to standardní plamenomet, který po zásahu protivníka způsobí, že začne hořet.
Gauntlet
Tato zbraň je dostupná v multiplayeru. Připomíná kotoučovou pilu, která je připevněna na hráčově ruce. Je vhodná na útok zblízka.

## Vozidla
Hover Tank
Malý bitevní tank, který se vznáší a nepoužívá pásy. To mu umožňuje se po bojišti pohybovat vysokou rychlostí. Výzbroj tvoří dělo, vhodné na ničení těžkých nepřátel, a kulomet, vhodný k ničení pozemních jednotek. Je vybaven štíty, které se samy obnovují. Je vybaven i svítilnou. Hráč jej použije v první třetině hry, když projíždí skrz akvadukty.
Walker
Mechanické chodítko, vybavené raketometem na 6 raket, a kulometem. Rakety jsou vcelku pomalé, a trefit s nimi pohyblivý cíl je dost obtížné. Při bossfightu jsou rakety přepnuty do naváděcího módu, což celý souboj příjemně usnadňuje. Kulomet je stejně tak jako u tanku vhodný na ničení pozemních jednotek. Na rozdíl od hovertanku je walker pomalý, a rychlost otáčení je taktéž nízká. Životy a štíty jsou taktéž o něco nižší. Je vybaven i svítilnou. Hráč jej použije v druhé třetině hry, když prochází skrz konstrukční zónu.
Jeep
Malé rychlé průzkumné vozidlo. Není hratelné. Je možno jej spatřit hořící nebo poškozené v některých částech hry.
Obrněný transportér
Vozidlo připomínající obrněný transportér americké armády Humvee. Není hratelné. Je možno jej spatřit hořící nebo poškozené v některých částech hry.
Obrněný nákladní transportér
Používán na přepravu těžkých břemen (zásoby, krabice, EMP bomba,...). V první třetině hry hráč nastoupí na korbu, a veze se. Později se i ujme obsluhy kulometu upevněného ke korbě vozidla. Samotný hráč ho ovšem neřídí, nechává se pouze vézt.